# Zeylanidium
Zeylanidium là một chi thực vật có hoa trong họ Podostemaceae.

## Loài
Chi Zeylanidium gồm các loài: